# I Just Wasn't Made for These Times
«I Just Wasn't Made for These Times» es una canción escrita por Brian Wilson y Tony Asher acerca de la depresión y la alienación, fue grabada por The Beach Boys, es la undécima canción de su álbum Pet Sounds de 1966. Es la primera canción que usa una variación controlada por teclado Theremín (más tarde llamado electroteremín) en grabaciones de rock. Un poco después que esta canción fuera grabada, Brian Wilson usaría el electroteremín en la canción "Good Vibrations". Con una duración de 3:13, es la canción más larga de Pet Sounds.
Se trata de una obra inicial de rock psicodélico con letras que retratan las inseguridades de Wilson y sus defectos percibidos, la canción está acompañada de instrumentación que incluye un clavicémbalo prácticamente atonal y guitarra barítono.

## Composición
La canción fue escrita por Brian Wilson y Tony Asher. Si bien se entiende comúnmente que Wilson compuso la mayoría de la música en Pet Sounds, se ha afirmado que "I Just Wasn't Made for These Times" era una de las tres canciones en las que Asher aportó ideas musicales en lugar de actuar únicamente como coletrista; las otras dos son "Caroline, No" y "That's Not Me". Sobre el significado de la canción, Wilson declaró: "Es sobre un tipo que estaba clamando porque pensaba que era demasiado avanzado, y que a la larga tendría que dejar a la gente. Todos mis amigos pensaban que estaba loco por hacer Pet Sounds".
Al igual que otras canciones de Pet Sounds, no hay percusión hasta la llegada de los coros. El coro de la canción cuenta con fragmentos cantados en español: "O cuando seré? Un día seré", mientras Wilson canta la parte "sometimes I feel very sad". Cada compás que sigue dentro del coro introduce una nueva melodía en contrapunto, donde Wilson añade "ain't found the right thing I can put my heart and soul into" y "people I know don't wanna be where I'm at". Se la considera también como una canción sobre la depresión y alienación social, a la que el autor Charles Granata concluyó: "El protagonista está desesperado por autodefinirse, pero está deprimido y luchando. En última instancia, la respuesta a la pregunta: -¿Dónde encajo yo?, radica en darse cuenta de que 'no lo hace'".
Las letras se interpretan como reflexiones sobre el romance y que la pérdida de inocencia implica en su crecimiento. Brian Wilson declaró en su autobiografía que "I Just Wasn't Made for These Times", hace un auto-retrato de su mente atormentada y que estaba demasiado avanzado para su tiempo. Brian admitió que: "Tenía tanto miedo de los theremines cuando era un niño, lo que pasa con las películas de misterio de los años 1940 en donde había ese tipo de sonidos. No sé cómo he podido llegar al sitio donde conseguí uno, pero lo conseguimos".

## Grabación
Brian Wilson deseoso de usar sonidos de theremin para la grabación de Pet Sounds se contactó con Paul Tanner, con la suposición incorrecta de que Tanner tocaba este instrumento. Wilson consideró el theremin como aterrador y lo asocia con las películas de misterio de 1940.
La pista instrumental se grabó el 14 de febrero de 1966 en Gold Star Studios, y las sesiones vocales se llevaron a cabo entre el 10 de marzo hasta el 13 de abril en CBS Columbia Square. Aunque fue cantada por Brian Wilson, originalmente se había pensado a Dennis Wilson como posible cantante para esta canción. Poco tiempo después de grabarse esta pista, Wilson utilizó el theremin en las sesiones para "Good Vibrations".

## Publicaciones
La canción fue publicada en el álbum de estudio Pet Sounds de 1966, se publicaron una versión en estéreo y algunas sesiones de grabación en The Pet Sounds Sessions de 1997, la canción también fue compilada en el exitoso box set Good Vibrations: Thirty Years of The Beach Boys de 1993.

### Edición especial en sencillo
Por el 30º aniversario de Pet Sounds, se editó el 4 de junio de 1996 un sencillo de vinilo. El mismo se encuentra constituido por una versión en estéreo de "I Just Wasn't Made for These Times" que abarca todo el lado A del disco, mientras que una versión a capela de "Wouldn't It Be Nice" y una mezcla en estéreo de "Here Today", complementan el lado B.

## Homenajes
Se hicieron varias grabaciones de esta canción, Brian Wilson la toco en vivo y se encuentra en Pet Sounds Live, un álbum en vivo, también por Sixpence None the Richer se encuentra en el álbum tributo a Brian Wilson Making God Smile, por Patrick Wolf en Do It Again: A Tribute To Pet Sounds, por el matrimonio Aimee Mann y Michael Penn en A Tribute To Brian Wilson del 2001, y por el grupo japonés Feelds en su álbum tributo Smiling Pets.

## Créditos
The Beach Boys
- Brian Wilson – voz principal
- Carl Wilson – coros
- Dennis Wilson – coros
- Al Jardine – coros
- Mike Love – coros
- Bruce Johnston - coros

## Versiones
Estos son los artistas que han versionado a "I Just Wasn't Made for These Times":
- 1970 – Peggy Lipton
- 1991 – Louis Philippe, Rainfall
- 1991 – David Garland, I Guess I Just Wasn't Made for These Times
- 1998 – Feelds, Smiling Pets
- 2001 – Aimee Mann and Michael Penn, A Tribute To Brian Wilson
- 2002 – Sixpence None the Richer, Making God Smile
- 2002 – Brian Wilson, Pet Sounds Live
- 2005 – Patrick Wolf, Do It Again: A Tribute To Pet Sounds
- 2006 – The Servants, Reserved
- 2012 – Kat Edmonson, Way Down Low.
- 2012 – Rich Batsford, Mindfulmess
- 2012 – Blank Banshee, Purity Boys